# Jan Moretus
Jan Moretus także Johann Moretus i Jean Moretus (ur. 22 maja 1543, zm. 22 września 1610) – niderlandzki drukarz, zięć Christophe'a Plantina (1514/1520–1589), który po śmierci teścia prowadził i rozwinął rodzinne wydawnictwo i drukarnię Officina Plantiniana.

## Życiorys
Jan Moretus urodził się jako 22 maja 1543 roku. W wieku czternastu lat zaczął pracować dla drukarza Christophe'a Plantina w jego wydawnictwie Officina Plantiniana. Szybko awansował od pracownika księgarni do księgowego, by później zarządzać wydawnictwem Plantina. Był samoukiem, m.in. nauczył się czterech języków obcych – francuskiego, włoskiego, hiszpańskiego i łaciny. Swoje oryginalne nazwisko Moerentorf zlatynizował i zwał się Moretusem.   
Po śmierci Plantina w 1589 roku przejął wydawnictwo teścia, które znacznie rozbudował. Według Allgemeine Deutsche Biographie wydał 444 dzieła, w tym: Caesar Baronius Annales ecclesiastici (1588—1609), Biblia vulgata – w 1597 roku papież nadał mu dziesięcioletni przywilej na wyłączność jej druku i sprzedaży na terenie na północ od Alp, Ortelius Thesaurus geographicus (1596) oraz pisma flamandzkiego filozofa Justusa Lipsiusa (1547–1606). Według Muzeum Plantin-Moretus, Moretus wydał 640 publikacji w ciągu 20 lat działalności.    
W 1570 roku poślubił córkę Plantina Martine, z którą miał czterech synów: Caspara (zmarłego wcześnie), Melchiora, który został księdzem, Balthasara i Johanna.      
Zmarł 22 września 1610 roku. Po jego śmierci przedsiębiorstwo prowadzili wraz z matką jego synowie Balthasar i Johann. Po śmierci Johanna w 1618 roku, firma przeszła na Balthasara.   